# 博客來
博客來，原名博客來網路書店，是臺灣電子商務業者，為台灣第一家網路書店，於1996年由張天立創立，現為統一超商子公司。
2025年7月23日博客來首間實體旗艦書店，在統一集團的新百貨DREAM PLAZA六樓率先亮相，並在7月25日正式開幕，與全台最大星巴克典藏旗艦店相鄰並24小時全天候營業。
博客來旗艦書店擁有超過300坪的空間，內部設有閱讀區域，供大眾自由閱讀。
目前以銷售冊數計，位居臺灣各圖書通路之首。

## 沿革

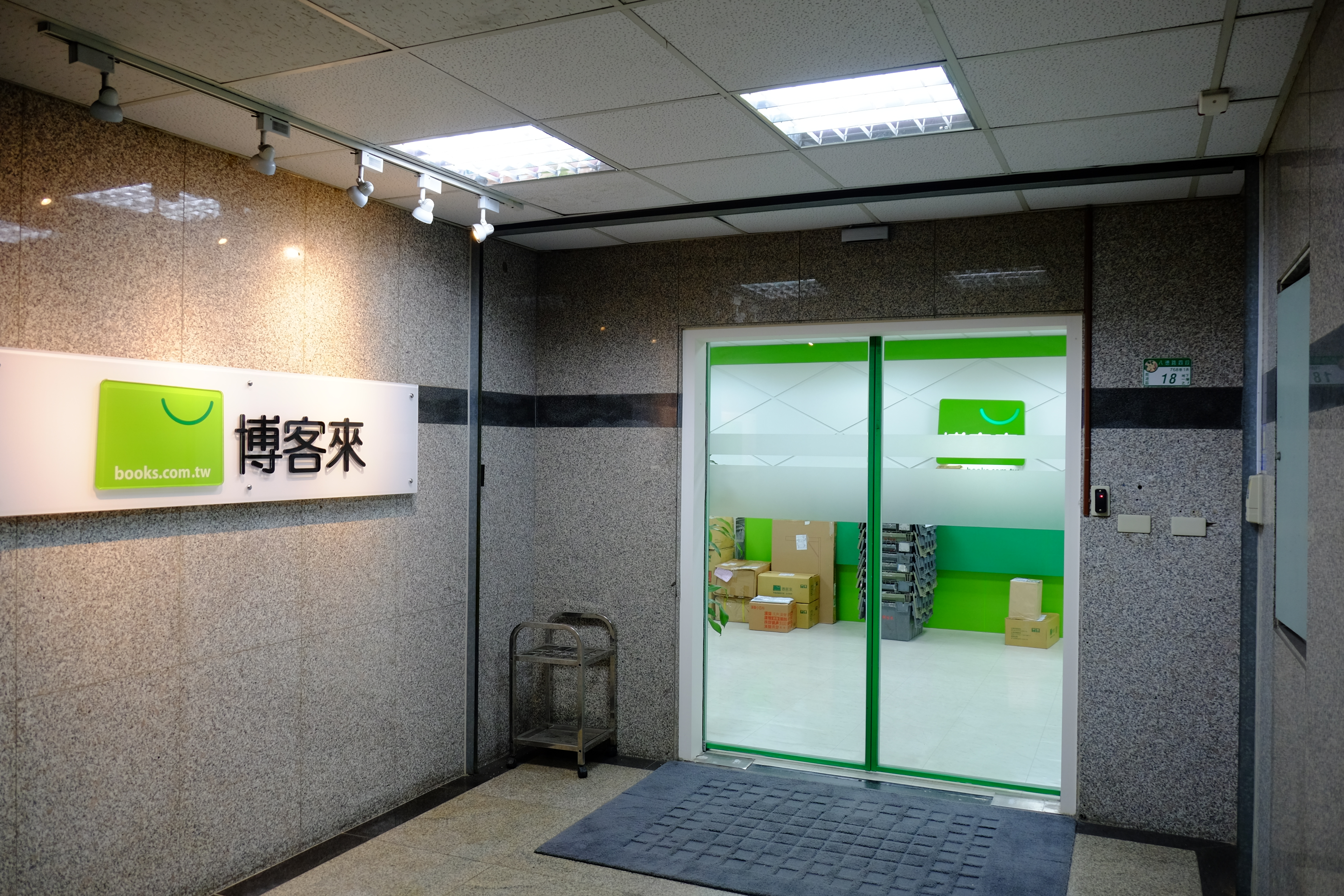
博客來數位科技總部大門（2014年）

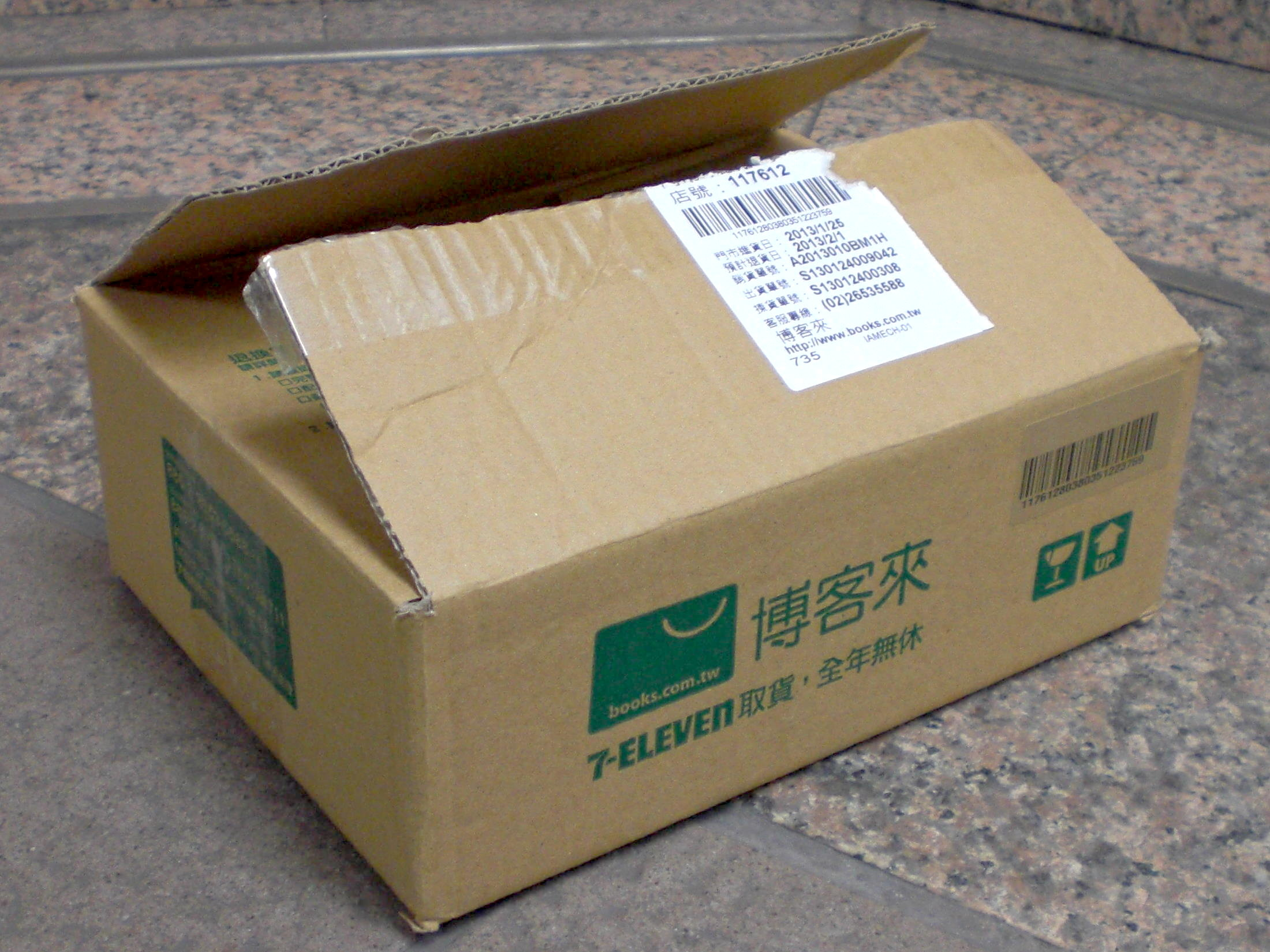
博客來W020紙箱

1995年12月27日，於臺北市成立博客來數位科技股份有限公司，由張天立等人成立，是臺灣最早成立的網路書店。1996年7月30日，正式上線營運。在1999年成立自營的物流中心，同年7月12日，由《商業周刊》評選為「臺灣25大值得投資的潛力網站」零售網站類股前三名。2000年6月1日起與統一超商合作，展開「博客來訂書，7-ELEVEN取貨再付款」服務機制。2000年10月27日，榮獲（中國時報、PChome電腦家庭出版集團、中時網路科技及PC home Online網路家庭合辦）第二屆金手指網路廣告獎「最佳電子商務獎」銀牌獎及「最佳網站內容獎」佳作。

### 加入統一超商時期
2000年12月，統一超商宣佈將投資博客來網路書店新臺幣1億40萬元，取得50.025%的過半股權，於2001年實現，同時成立電子雜誌、中英日文雜誌館。2002年起由大智通文化行銷代管物流中心，成立MOOK館，開始測試在商品頁顯示預覽庫存量。DVD館於2003年成立，正式推出庫存顯示機制。
2004年10月11日，承辦臺北市政府文化局第七屆臺北文學獎「築夢臺北」系列活動。11月9日，簡體字館上線銷售。
2005年，宅配服務全面提升為黑貓宅急便，7月8日得到第六屆金手指網路獎「最佳電子商務獎」佳作，在7月26日舉行「2005博客來十週年慶」活動。2006年起成立外文館等館。2007年5月15日「松鼠窩」社群網站開通，同年入選《天下雜誌》2006年500大服務業及營運績效100強，以及創世際網購滿意度調查得到網友評價最高的網站。
2008年1月10日，與統一超商合作「24小時隔日取貨、全年無休」。2009年推出會員分級制度，2010年整併百貨商品等7館，同年11月8日閱讀推廣的「OKAPI網站」以及面向青少年閱讀族群的「三魚網」上線。
2011年1月4日新企業識別系統（CIS）推出，同時更名「博客來」，連續第三年入選《數位時代》評比之臺灣網站100強，並推出「行動博客來」手機購物服務。榮獲《數位時代》2011臺灣電子商務50強第一名。
2012年，評選為《天下雜誌》第二屆金牌服務大賞─「網路購物中心」類別第一名，資策會舉辦「2012科技創新力調查」企業「卓越獎」以及《壹週刊》「第9屆服務第壹大獎」網路商城及拍賣類第三名。2013年，連續五年入選《數位時代》評比之臺灣網站100強。榮獲《工商時報》臺灣服務業大評鑑大型購物網站「銅獎」。同年會員數突破500萬人。10月份美食館成立「安心食材專賣店」。2014年獲得資策會「2014科技創新力調查」企業「卓越獎」。2015年8月25日，於成立20週年記者會上表示，於年底推出電子書服務。2017年起成立電子書館，將「三魚網」更名為「青春博客來」。

### 拓展海外市場
2014年啟動「博客來訂購、香港7-ELEVEN門市取貨」新服務，首次將「到店取貨服務」延伸至海外地區。2015年3月16日，將海外門市取貨服務從香港拓展至澳門地區，成為第二個海外店取服務據點；同步開放取貨商品限制，從圖書擴及臺灣設計文具、生活用品及3C周邊等4萬種百貨商品，為第一個提供百貨商品海外超商門市取貨服務的臺灣網購平臺。2016年，海外門市取貨服務從港澳地區拓展至新加坡，為博客來第三個海外店取服務據點。2018年8月7日拓展第四個海外門市取貨據點馬來西亞。2019年10月24日，將海外門市取貨服務拓展至菲律賓，增加1,731間7-ELEVEN門市，約占海外整體店數的六成以上，為第五個海外門市取貨服務據點。

## 爭議

### 清潔員承攬契約事件
2022年12月23日，律師陳又新依據當事人提供的資料，出面指出博客來與公司內聘清潔人員的勞動契約包裝成「承攬契約」，涉及節省公司提供給清潔員工的勞健保（提撥）、三節獎金、退休金等支出以及不當解雇。12月24日，母公司統一超商將博客來總經理調離現職，同日晚間，博客來宣布初步以百萬元與清潔工阿姨和解，同時進行內部調查。臺北市政府勞動局要求博客來出面說明，並呼籲當事人循管道進行申訴。26日，臺北市政府勞動局派員前往博客來實施勞動檢查，初步認定該公司違反《勞動基準法》第7條、第23條及第38條規定，將對此做出行政裁罰程序。

## 外部連結
- 博客來官方網站（繁體中文）（简体中文）（英文）
- 博客來旗艦書店影片介紹（繁體中文）
- 博客來的Facebook專頁
- YouTube上的博客來頻道